# Clystea sanguiflua
Clystea sanguiflua là một loài bướm đêm thuộc phân họ Arctiinae, họ Erebidae.